# National Rugby League 1935
La New South Wales Rugby Football League de 1935 fue la 28.ª edición del torneo de rugby league más importante de Australia.

## Formato
Los clubes se enfrentaron en una fase regular de todos contra todos, los cuatro equipos mejor ubicados al terminar esta fase clasificaron a la postemporada.
Se otorgaron 2 puntos por el triunfo, 1 por el empate y ninguno por la derrota.

## Desarrollo

### Tabla de posiciones
| Pos. | Equipo                        | Encuentros | Encuentros | Encuentros | Encuentros | Tantos | Tantos | Tantos | Puntos |
| Pos. | Equipo                        | PJ         | PG         | PE         | PP         | F      | C      | Dif    | Puntos |
| ---- | ----------------------------- | ---------- | ---------- | ---------- | ---------- | ------ | ------ | ------ | ------ |
| 1    | Eastern Suburbs               | 16         | 15         | 0          | 1          | 599    | 157    | +442   | 34     |
| 2    | South Sydney Rabbitohs        | 16         | 11         | 0          | 5          | 314    | 222    | +112   | 26     |
| 3    | Western Suburbs Magpies       | 16         | 10         | 0          | 6          | 345    | 243    | +102   | 24     |
| 4    | North Sydney Bears            | 16         | 9          | 1          | 6          | 248    | 253    | -5     | 23     |
| 5    | Balmain Tigers                | 16         | 8          | 1          | 7          | 320    | 225    | +95    | 21     |
| 6    | St. George Dragons            | 16         | 8          | 0          | 8          | 334    | 162    | +172   | 20     |
| 7    | Newtown Jets                  | 16         | 8          | 0          | 8          | 280    | 248    | +32    | 20     |
| 8    | Canterbury-Bankstown Bulldogs | 16         | 2          | 0          | 14         | 150    | 660    | -510   | 8      |
| 9    | Sydney University             | 16         | 0          | 0          | 16         | 109    | 529    | -420   | 4      |

|  | Postemporada. |

### Postemporada

#### Semifinales
| 7 de septiembre | South Sydney Rabbitohs | 15 - 10 | Western Suburbs Magpies |  |  |

| 7 de septiembre | Eastern Suburbs | 14 - 10 | North Sydney Bears |  |  |

#### Final
| 14 de septiembre | Eastern Suburbs | 19 - 3 | South Sydney Rabbitohs | Sydney Cricket Ground, Sídney   |  |
|                  |                 |        |                        | Asistencia: 22.106 espectadores |  |

| Bandera de Australia    |
| Campeón Eastern Suburbs |
| Quinto título           |